# Conrad Meit
Conrad (Konrad) Meit (ur. ok. 1480 prawdopodobnie w Wormacji, zm. 1550 lub 1551 w Antwerpii) – niemiecki rzeźbiarz.

## Życiorys
Tworzył na przełomie gotyku i renesansu. Początkowo działał w rodzinnej Wormacji. W latach 1506–1509 pracował na dworze księcia saskiego Fryderyka III Mądrego w Wittenberdze, gdzie współpracował z Lucasem Cranachem. Od 1512 był nadwornym rzeźbiarzem Małgorzaty Austriaczki na dworze w Mechelen. Od 1534 do śmierci przebywał w Antwerpii.

## Twórczość
Łączył włoski idealizm z północną dbałością o szczegóły, starannie wyważając proporcje. Rzeźbił głównie w marmurze, alabastrze i bukszpanie. Jego głównym dziełem są stworzone w latach 1526–1532 trzy monumentalne nagrobki książęce: Filiberta II Pięknego, jego żony Małgorzaty Austriaczki i jego matki Małgorzaty Bourbon. Nagrobki te, znajdujące się w kościele klasztornym w Brou k. Bourg-en-Bresse w Burgundii), wyróżniają się bogatą dekoracją ornamentalną i realizmem przedstawień figuralnych. Meit wykonywał także realistyczne popiersia portretowe oraz wiele drobnych rzeźb figuralnych, charakterystycznych dla niemieckiego renesansu, m.in. bukszpanowy akt Adama i Ewy (1510–1517, Herzogliches Museum w Gocie) oraz alabastrowy akt Judyty (1512-1514, Bayerisches Nationalmuseum w Monachium).